# Zinneke Parade
La Zinneke Parade es un gran desfile popular, símbolo de la diversidad cultural de Bruselas, donde alrededor del 30% de sus habitantes son extranjeros.
La Zinneke es la expresión de la creación artística de los ciudadanos de la capital europea, que proclaman su orgullo de convivir y formar parte de una mezcla de culturas y raíces en el inicio del siglo XXI, plagado precisamente de tensiones raciales y de un creciente miedo al extranjero, al diferente.

## Origen
Cada dos años, personajes fantásticos, con coloridos atavíos y ritmos multiculturales, invaden el centro de Bruselas procedentes de los distintos municipios de la capital belga.
Esta monumental exhibición callejera, que recurre a las mitologías antiguas para resaltar los retos del presente, nació en el año 2000, en el marco de las actividades de Bruselas como capital cultural europea. El objetivo inicial era mostrar la gran riqueza multicultural de los diferentes municipios que conforman la capital y superar las barreras que están fragmentando la región. El éxito de la iniciativa fue tal que la experiencia se ha repetido cada dos años, con una participación cada vez mayor.
El nombre de la Zinneke procede del dialecto bruselense, en el que se designa al pequeño Senne, un antiguo brazo del río de la capital. La palabra también se utilizaba para denominar a los perros vagabundos que frecuentemente acaban su vida en el río. Por extensión, la palabra ha terminado designando también a quien tiene orígenes múltiples.

## Galería de imágenes

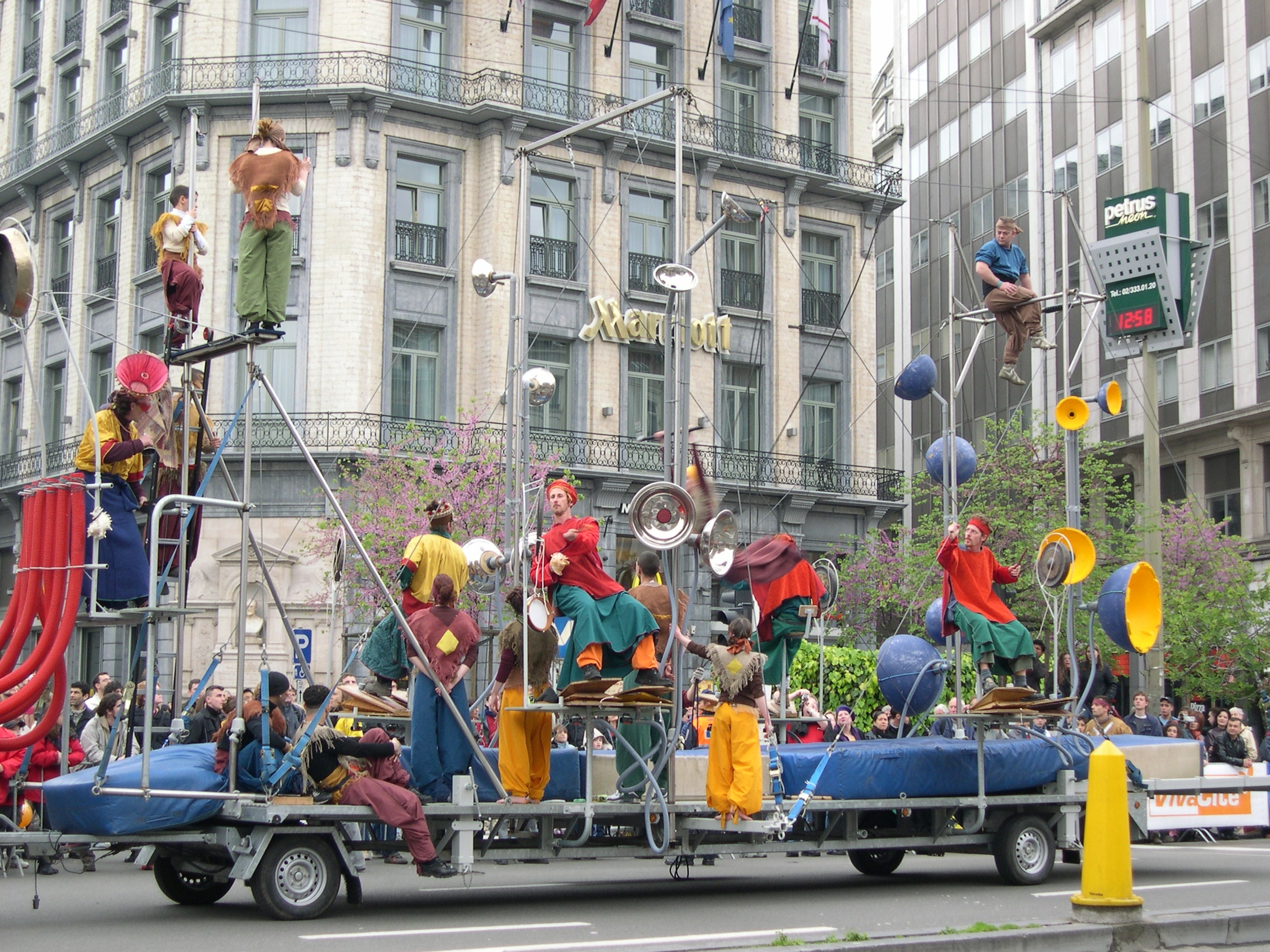
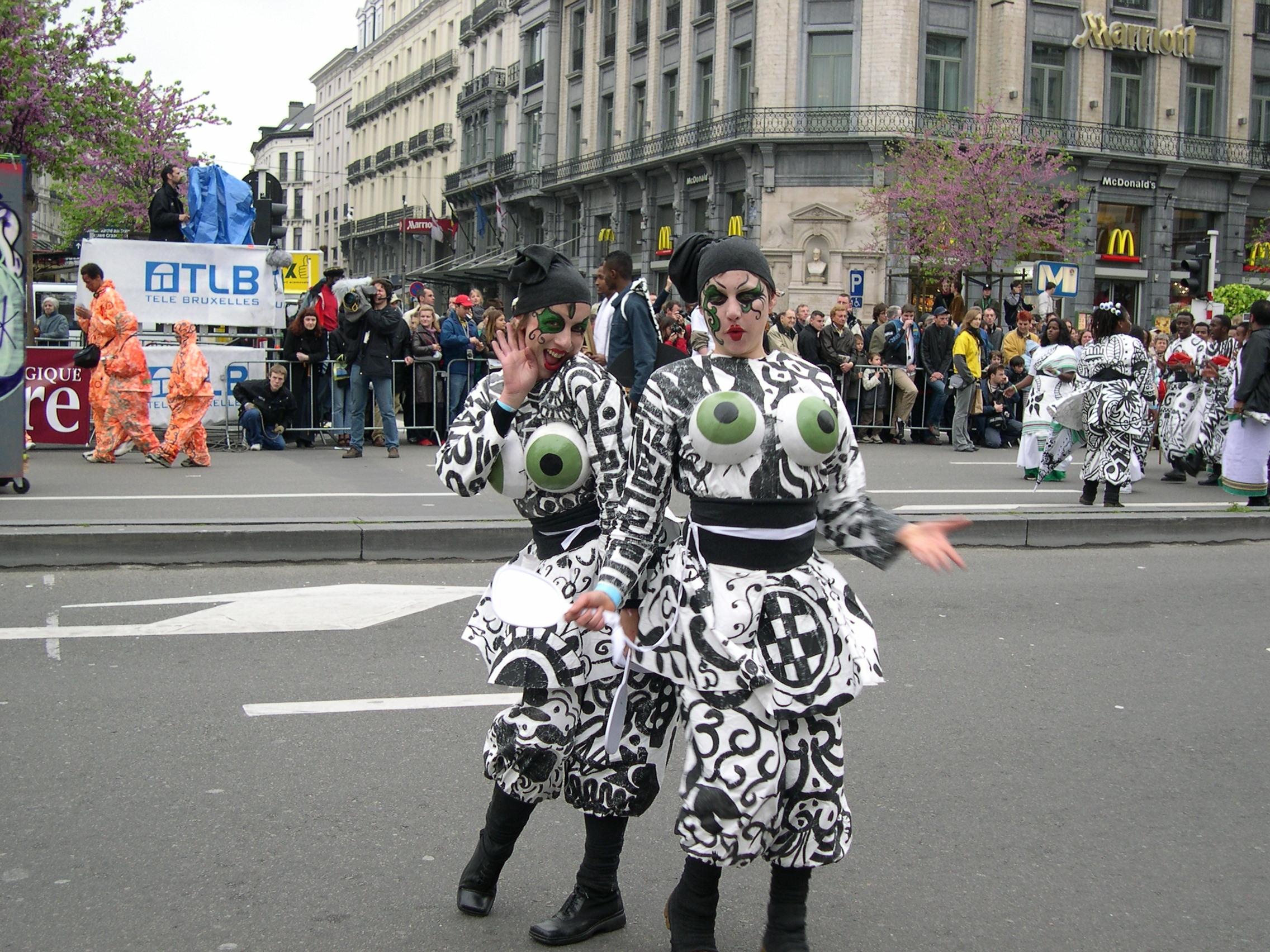
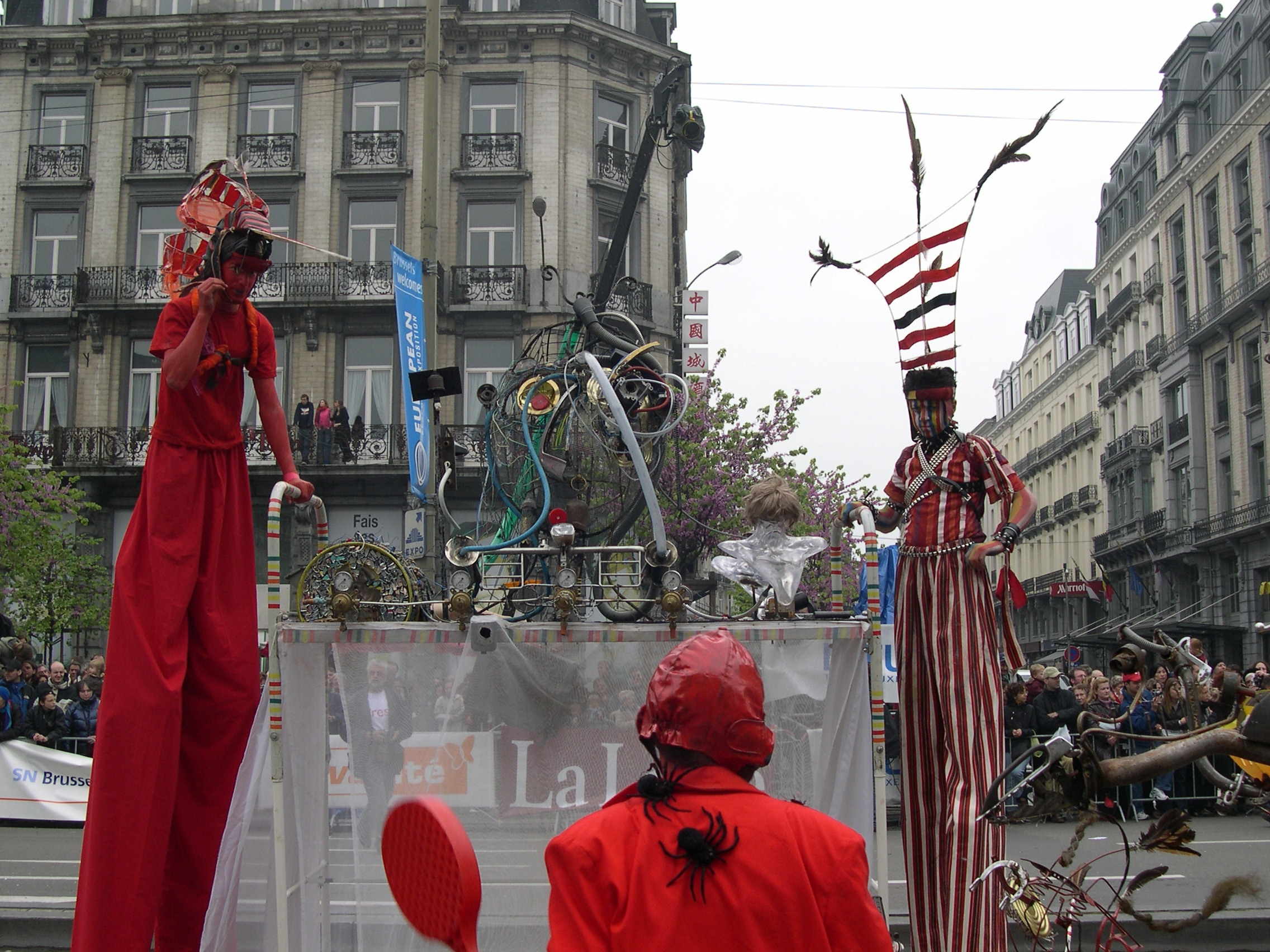
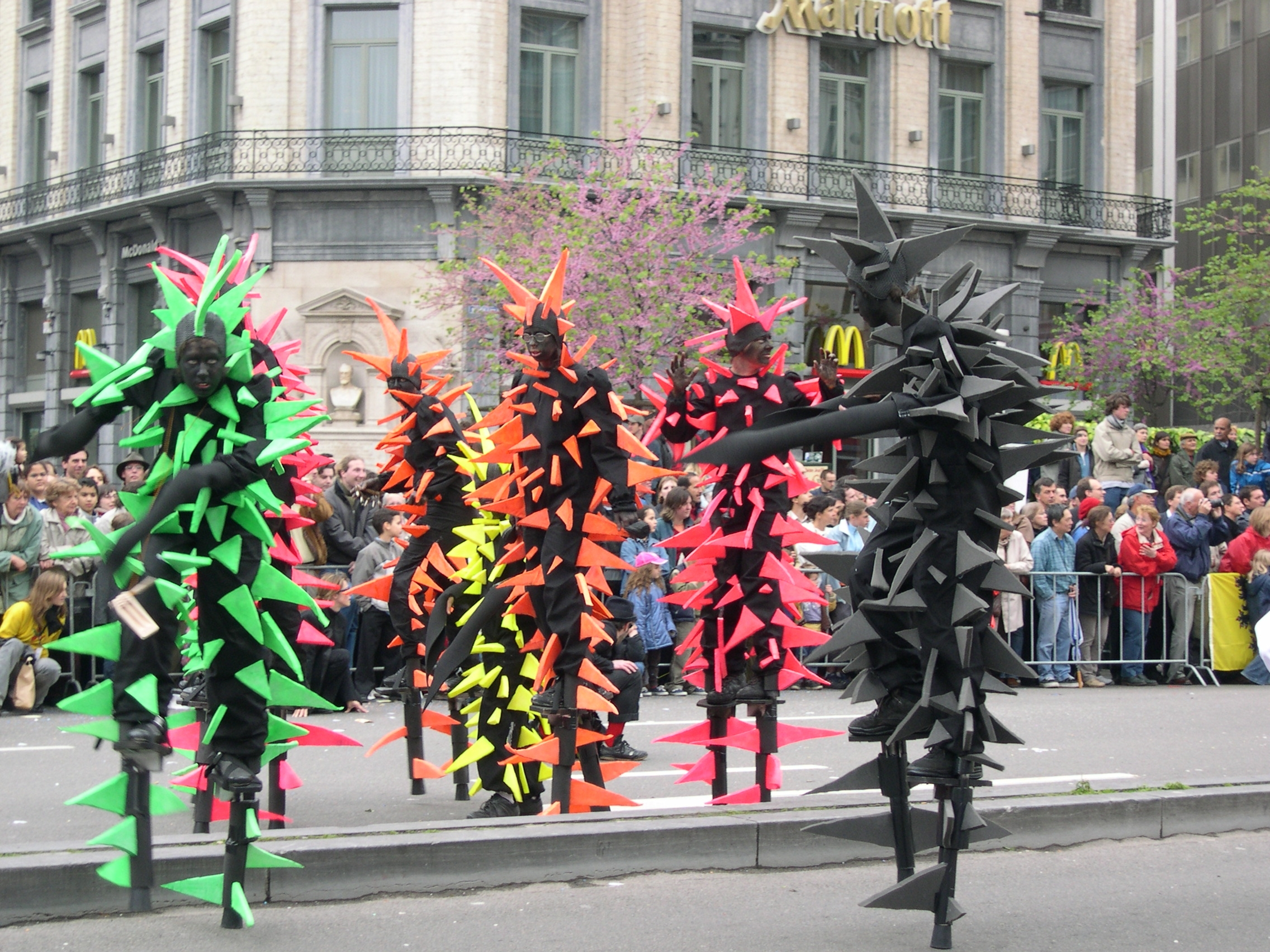
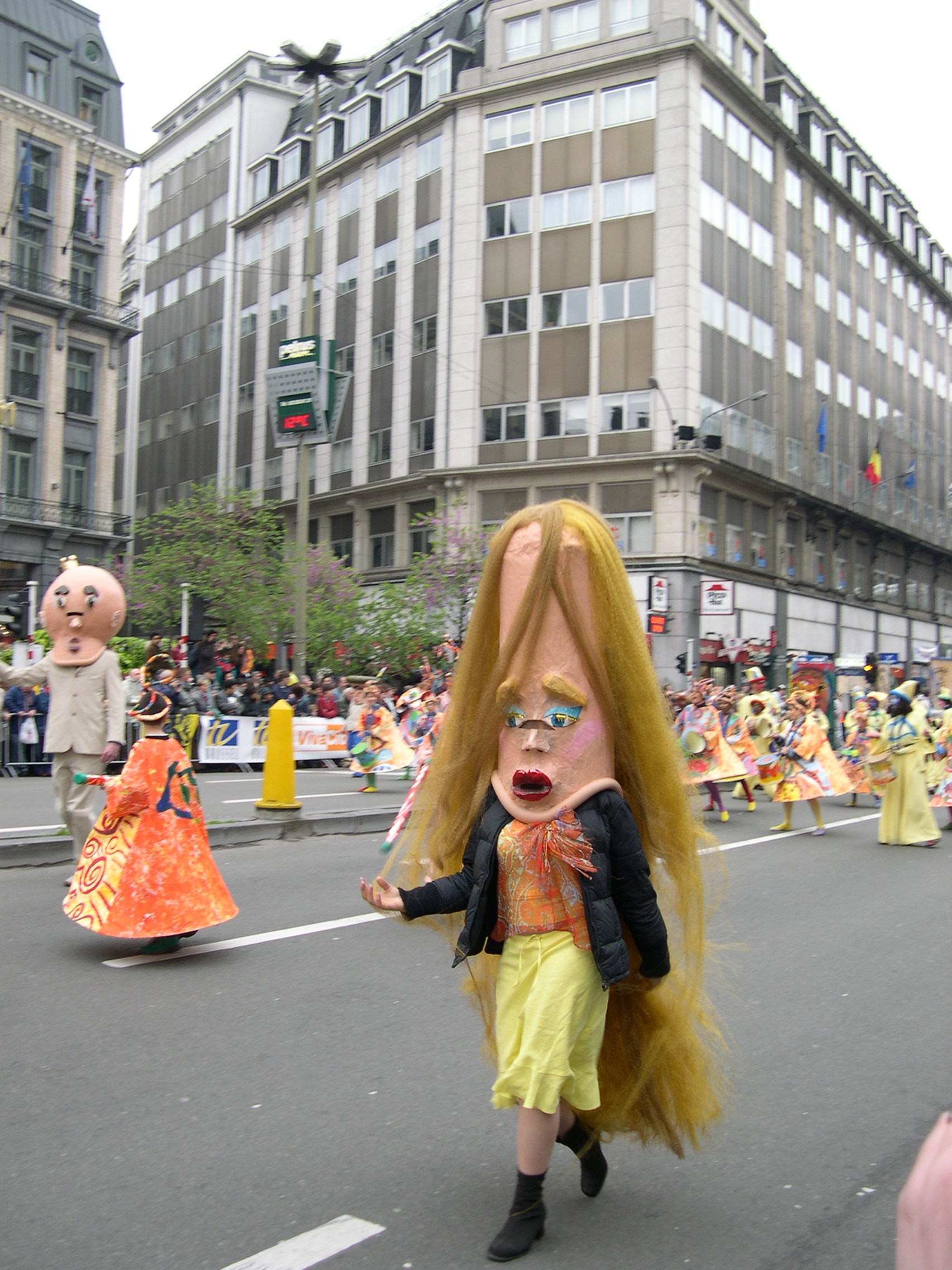